# Caroline Boidé
Pour les articles homonymes, voir Boidé.
Caroline Boidé, née le 3 avril 1981, est une écrivaine française.

## Romans
- Comme un veilleur attend l’aurore[2], Paris, Editions Léo Scheer, collection Melville dirigée par Mathieu Terence, 2008

- Les Impurs[3], Paris, Editions Serge Safran, 2012. (Prix du Conseil général de l'Ain[4], Prix Européen Calliope[5], Prix des rencontres du IIe titre de Grignan[6], finaliste du Prix de la Closerie des Lilas[7], sélection du Prix Charles Oulmont, sélection du Prix Jeunes romanciers, sélection du Prix Alain-Fournier, sélection du Prix Cabourg du roman[8])
- Convoyeur de la mort, sous le pseudonyme d'Etty Mansour, Paris, édition des Équateurs, 2021 (sélection du Prix Renaudot[9])
- L´excès pour mesure, Paris, éditions du Cerf, 2023
- L'amour aura tes yeux, Paris, éditions des Équateurs, 2023

## Poèmes
- Pivoine aux poings nus[10], Montélimar, Editions Voix d’encre, 2014 (callimorphies de Atiq Rahimi), Prix de poésie Vénus Khoury-Ghata 2015[11]

- Kaddish pour l'enfant à naître[12], Paris, Editions Bruno Doucey, 2017, recueil à quatre mains avec Vénus Khoury-Ghata
- Une femme en crue, Paris, Editions Bruno Doucey, 2021

## Livre d´entretiens
- Ton chant est plus long que ton souffle[13], Paris, Editions Ecriture, 2019, avec Vénus Khoury-Ghata

## Autres ouvrages collectifs, revues
- Harfang, Angers, n° 34, 2009
- « Cité(s) dans le texte »[14] dans l'ouvrage France(s) territoire liquide, Paris, Edition Seuil Fiction & Cie, 2014, avec la photographe Laure Vasconi
- La vie des autres 50 récits de vie incontournables[15], Les Éditions du Portrait, octobre 2015
- « Si j’étais Amina »[16], nouvelle inédite parue dans la revue PORTRAIT n°4, avril 2016
- « Lettre à Grisélidis Réal »[17], texte paru dans la revue La moitié du fourbi, mars 2017
- Passagers d’exil[18], Editions Bruno Doucey, octobre 2017
- L’Ardeur – ABC poétique du vivre plus[19], Editions Bruno Doucey, février 2018
- « Cité(s) dans le texte »[20],[21], projet photographique et littéraire mené à Aulnay-sous-Bois, 2018, avec la photographe Laure Vasconi
- La Beauté – éphéméride poétique pour chanter la vie[22], Editions Bruno Doucey, février 2019
- Courage ! Dix variations sur le courage et un chant de résistance[23], Editions Bruno Doucey, janvier 2020
- « Ambroxan »[24], revue Edwarda numéro 14, mars 2020, avec le parfumeur Jean-Christophe Hérault[25]
- Texte inédit publié dans le numéro 1 de la revue "Aventures" dirigée par Yannick Haenel, Gallimard, 2024

## Radio
- « Une jeunesse algérienne »[26], France culture / Sur les Docks. Diffusion : 21 novembre 2012

## Presse
- « L’incroyable désinformation des jeunes dans les quartiers populaires » Le Point, février 2024[27]
- « Benoît Saint Denis : le crucifié du marketing » Le Point, mai 2024[28]
- « Amis hier, ennemis aujourd’hui » Le Point, octobre 2024
- "Retour à Boumerdès, en Algérie, où vivait Boualem Sansal" Le Point, décembre 2024[29]
- « Peut-on être amis quand nos milieux sociaux nous séparent ? » Le Point, février 2025[30]